# Barvas
Barvas, schottisch-gälisch: Barabhas oder Barbhas, ist eine Gemeinde auf der äußeren Hebrideninsel Lewis in Schottland. Der Name ist altnordischen Ursprungs wie viele Siedlungsnamen auf den Hebriden. Seine Bedeutung ist allerdings ungeklärt. Seit 1810 gibt es ein Gemeindebuch, in dem Taufen und Hochzeiten sowie Almosen an Bedürftige regelmäßig dokumentiert wurden. Barvas liegt an der Einmündung der A858 in die A857. Nördlich führen die Straßen nach Ness, westlich nach Carloway, südlich nach Stornoway.

## Geschichte
Im Jahr 2011 zählte die Gemeinde 2037 Einwohner. Entsprechend der Volkszählung von 2011 hat die Gemeinde die höchste Konzentration an Schottisch-Gälisch-Sprechern in Schottland (64 % der Einwohner). In der Volkszählung 2001 gaben noch 73 % der Bewohner an, im Alltag Schottisch-Gälisch zu sprechen.
Zu Beginn der Jahrtausendwende gab es eine Kontroverse um den Bau von Europas größtem Windpark, der im Barvas Moor geplant wurde. Die schottische Regierung hat die Vorschläge dafür 2008 allerdings verworfen.
Mit der Barvas Lodge, der Barvas Parish Church und der Barvas Free Church sind drei Baudenkmäler in Barvas angesiedelt.